# Regionsloven
Regionsloven (egentligt lov om regioner og om nedlæggelse af amtskommunerne, Hovedstadens Udviklingsråd og Hovedstadens Sygehusfællesskab) er en dansk lov. Med virkning fra d. 1. januar 2007 nedlagde den daværende version af regionsloven amtskommunerne mv. og oprettede de fem regioner. Regionsloven består af seks kapitler.
Kapitel 1 om almindelige bestemmelser fastlægger hver regions navn og geografiske udstrækning. Lovens § 3, stk. 3 bestemmer, at regionsrådet vedtager den den nærmere regulering af regionens styrelse i en styrelsesvedtægt.
Af lovens § 3, stk. 4 fremgår, at Ankestyrelsen fører tilsyn med regionerne, (ligesom Ankelstyrelsen fører tilsyn med kommunerne.)
Kapitel 2 oplister regionernes opgaver med sygehusdrift som den førstnævnte opgave. Dertil kommer at sikre regional udvikling og sikre psykiatriske behandlingstilbud samt opføre almene ældreboliger og sikre tilbud om specialundervisning. Endvidere skal regioner oprette trafikselskaber og beskytte natur og klima. Endelig skal regionerne producere egen elektricitet.
Kapitel 3 fastsætter regionsrådets kompetencer og opgaver. Hver region styres af et regionsråd, hvis medlemstal er 41 personer.
Lovens § 13 bestemmer, at der skal oprettes et forretningsudvalg og et økonomiudvalg.
Lovens § 30 tydeliggør, at Ankestyrelsen fører tilsyn med regionerne.
Lovens §§ 35 a - 38 bestegnes som særlige bestemmelser og giver bl.a. indenrigsministeren mulighed for at fastsætte regler om regionernes økonomi.
Kapitel 4 indeholder regler om valg og konstituering af de nye regionsråd.
Kapitel 5 er udeladt og Kapitel 6 vedrører lovens ikrafttræden.
Lovens sidste paragraf, § 91, bestemmer, at loven gælder for hverken Grønland eller Færøerne.